# Élections cantonales de 1988 dans la Somme
Les élections cantonales ont eu lieu le 25 septembre et le 2 octobre 1988.

## Contexte départemental

### Assemblée départementale sortante
Avant les élections, le conseil général de la Somme est présidé par Max Lejeune (UDF-PSD), à la tête du département depuis 1945. Il comprend 46 conseillers généraux issus des 46 cantons de la Somme. 23 d'entre eux sont renouvelables lors de ces élections. 
| Parti                                       | Parti                                       | Sigle | Sigle   | Élus | Élus | Groupe                  |
| ------------------------------------------- | ------------------------------------------- | ----- | ------- | ---- | ---- | ----------------------- |
| Majorité (34 sièges)                        |                                             |       |         |      |      |                         |
| Union pour la démocratie française          | Parti social-démocrate                      |       | UDF-PSD | 9    | 18   | Majorité départementale |
| Union pour la démocratie française          | Centre des démocrates sociaux               |       | UDF-CDS | 5    | 18   | Majorité départementale |
| Union pour la démocratie française          | Parti républicain                           |       | UDF-PR  | 4    | 18   | Majorité départementale |
| Rassemblement pour la République            | Rassemblement pour la République            |       | RPR     | 8    | 8    | Majorité départementale |
| Divers droite                               | Divers droite                               |       | DVD     | 7    | 7    | Majorité départementale |
| Centre national des indépendants et paysans | Centre national des indépendants et paysans |       | CNIP    | 1    | 1    | Majorité départementale |
| Opposition (12 sièges)                      |                                             |       |         |      |      |                         |
| Parti communiste français                   | Parti communiste français                   |       | PCF     | 6    | 6    | Communiste              |
| Communistes rénovateurs                     | Communistes rénovateurs                     |       | Rénov.  | 1    | 1    | Communiste              |
| Parti socialiste                            | Parti socialiste                            |       | PS      | 5    | 5    | Socialiste              |
| Président du conseil général                |                                             |       |         |      |      |                         |
| Max Lejeune (UDF-PSD)                       |                                             |       |         |      |      |                         |

## Résultats à l'échelle du département
| Étiquette      | Étiquette                                    | Premier tour | Premier tour | Second tour | Second tour | Sièges |
| Étiquette      | Étiquette                                    | Voix         | %            | Voix        | %           | Sièges |
| -------------- | -------------------------------------------- | ------------ | ------------ | ----------- | ----------- | ------ |
|                | Majorité présidentielle (PS, DVG)            | 32 627       | 32,08        | 19 675      | 34,92       | 7      |
|                | Parti communiste français                    | 17 008       | 16,72        | 6 467       | 11,48       | 2      |
|                | Divers gauche                                | 2 559        | 2,52         | 4 388       | 7,79        | 1      |
| Gauche         | Gauche                                       | 52 194       | 51,32        | 30 530      | 54,18       | 10     |
|                |                                              |              |              |             |             |        |
|                | Majorité départementale (RPR, UDF, CNI, DVD) | 39 062       | 38,41        | 20 999      | 37,27       | 11     |
|                | Front national                               | 3 843        | 3,78         |             |             |        |
|                | Divers droite                                | 2 578        | 2,53         | 2 891       | 5,13        | 1      |
|                | Rassemblement pour la République             | 2 260        | 2,22         | 1 929       | 3,42        | 1      |
|                | Union pour la démocratie française           | 1 721        | 1,69         |             |             |        |
|                | Extrême-droite                               | 47           | 0,05         |             |             |        |
| Droite         | Droite                                       | 49 511       | 48,69        | 25 819      | 45,82       | 13     |
|                |                                              |              |              |             |             |        |
| Inscrits       | Inscrits                                     | 174 516      | 100,00       | 106 833     | 100,00      |        |
| Abstentions    | Abstentions                                  | 69 682       | 39,93        | 47 189      | 44,17       |        |
| Votants        | Votants                                      | 104 834      | 60,07        | 59 644      | 55,83       |        |
| Blancs et nuls | Blancs et nuls                               | 3 129        | 2,98         | 3 295       | 5,52        |        |
| Exprimés       | Exprimés                                     | 101 705      | 97,02        | 56 349      | 94,48       |        |

## Résultats par canton

### Canton d'Abbeville-Sud
| Candidats      | Candidats           | Étiquette      | Premier tour | Premier tour | Second tour | Second tour |
| Candidats      | Candidats           | Étiquette      | Voix         | %            | Voix        | %           |
| -------------- | ------------------- | -------------- | ------------ | ------------ | ----------- | ----------- |
|                | Cyrille Defacque    | UDF-PSD        | 2 325        | 42,41        | 2 835       | 47,90       |
|                | Guy Dovergne        | PS             | 1 929        | 35,19        | 3 083       | 52,10       |
|                | Chantal Leblanc     | PCF            | 1 053        | 19,21        | Retrait     | Retrait     |
|                | Christine Chreptuik | FN             | 175          | 3,19         |             |             |
|                |                     |                |              |              |             |             |
| Inscrits       | Inscrits            | Inscrits       | 9 912        | 100,00       | 9 909       | 100,00      |
| Abstentions    | Abstentions         | Abstentions    | 4 247        | 42,85        | 3 761       | 37,96       |
| Votants        | Votants             | Votants        | 5 665        | 57,15        | 6 148       | 62,04       |
| Blancs et nuls | Blancs et nuls      | Blancs et nuls | 183          | 3,23         | 230         | 3,74        |
| Exprimés       | Exprimés            | Exprimés       | 5 482        | 96,77        | 5 918       | 96,26       |

*sortant

### Canton d'Ailly-sur-Noye
| Candidats      | Candidats        | Étiquette      | Premier tour | Premier tour |
| Candidats      | Candidats        | Étiquette      | Voix         | %            |
| -------------- | ---------------- | -------------- | ------------ | ------------ |
|                | Pierre Classen*  | UDF-PSD        | 2 350        | 73,16        |
|                | Christophe Bezot | DVG            | 543          | 16,91        |
|                | Albert Carré     | PCF            | 183          | 5,70         |
|                | Vincent Bouchard | FN             | 136          | 4,23         |
|                |                  |                |              |              |
| Inscrits       | Inscrits         | Inscrits       | 4 857        | 100,00       |
| Abstentions    | Abstentions      | Abstentions    | 1 573        | 32,39        |
| Votants        | Votants          | Votants        | 3 284        | 67,61        |
| Blancs et nuls | Blancs et nuls   | Blancs et nuls | 72           | 2,19         |
| Exprimés       | Exprimés         | Exprimés       | 3 212        | 97,81        |

*sortant

### Canton d'Amiens-Ouest
| Candidats      | Candidats                  | Étiquette      | Premier tour | Premier tour | Second tour | Second tour |
| Candidats      | Candidats                  | Étiquette      | Voix         | %            | Voix        | %           |
| -------------- | -------------------------- | -------------- | ------------ | ------------ | ----------- | ----------- |
|                | Serge Delignières          | PS             | 1 527        | 35,43        | 2 245       | 100,00      |
|                | Marie-Stéphanie Kaczmarek* | PCF            | 1 169        | 27,12        | Retrait     | Retrait     |
|                | Jacques Vallas             | RPR            | 996          | 23,11        |             |             |
|                | Raynald Brasseur           | FN             | 479          | 11,11        |             |             |
|                | Olivier Bondois            | DVD            | 139          | 3,23         |             |             |
|                |                            |                |              |              |             |             |
| Inscrits       | Inscrits                   | Inscrits       | 11 407       | 100,00       | 11 397      | 100,00      |
| Abstentions    | Abstentions                | Abstentions    | 6 938        | 60,82        | 8 287       | 72,71       |
| Votants        | Votants                    | Votants        | 4 469        | 39,18        | 3 110       | 27,29       |
| Blancs et nuls | Blancs et nuls             | Blancs et nuls | 159          | 3,56         | 865         | 27,81       |
| Exprimés       | Exprimés                   | Exprimés       | 4 310        | 96,44        | 2 245       | 72,19       |

*sortant

### Canton d'Amiens-Nord-Ouest
| Candidats      | Candidats        | Étiquette      | Premier tour | Premier tour | Second tour | Second tour |
| Candidats      | Candidats        | Étiquette      | Voix         | %            | Voix        | %           |
| -------------- | ---------------- | -------------- | ------------ | ------------ | ----------- | ----------- |
|                | Gérald Maisse*   | PCF            | 1 096        | 34,21        | 1 873       | 60,77       |
|                | Bernard Lacharme | PS             | 884          | 27,59        | Retrait     | Retrait     |
|                | Brigitte Fouré   | CNIP           | 789          | 24,63        | 1 209       | 39,23       |
|                | Lionel Payet     | FN             | 435          | 13,58        |             |             |
|                |                  |                |              |              |             |             |
| Inscrits       | Inscrits         | Inscrits       | 7 878        | 100,00       | 7 876       | 100,00      |
| Abstentions    | Abstentions      | Abstentions    | 4 554        | 57,81        | 4 605       | 58,47       |
| Votants        | Votants          | Votants        | 3 324        | 42,19        | 3 271       | 41,53       |
| Blancs et nuls | Blancs et nuls   | Blancs et nuls | 120          | 3,61         | 189         | 5,78        |
| Exprimés       | Exprimés         | Exprimés       | 3 204        | 96,39        | 3 082       | 94,22       |

*sortant

### Canton d'Amiens-Nord-Est
| Candidats      | Candidats           | Étiquette      | Premier tour | Premier tour | Second tour | Second tour |
| Candidats      | Candidats           | Étiquette      | Voix         | %            | Voix        | %           |
| -------------- | ------------------- | -------------- | ------------ | ------------ | ----------- | ----------- |
|                | René Carouge*       | Rénov.         | 1 393        | 28,30        | 2 786       | 55,84       |
|                | Michel Devaux       | UDF-PR         | 1 346        | 27,34        | 2 203       | 44,16       |
|                | Yves Le Diascorn    | PS             | 979          | 19,89        |             |             |
|                | François Cosserat   | PCF            | 747          | 15,17        |             |             |
|                | Jacqueline Bricourt | FN             | 411          | 8,35         |             |             |
|                | Anne-Marie Desachy  | EXD            | 47           | 0,95         |             |             |
|                |                     |                |              |              |             |             |
| Inscrits       | Inscrits            | Inscrits       | 11 430       | 100,00       | 11 428      | 100,00      |
| Abstentions    | Abstentions         | Abstentions    | 6 348        | 55,54        | 6 204       | 54,29       |
| Votants        | Votants             | Votants        | 5 082        | 44,46        | 5 224       | 45,71       |
| Blancs et nuls | Blancs et nuls      | Blancs et nuls | 159          | 3,13         | 235         | 4,50        |
| Exprimés       | Exprimés            | Exprimés       | 4 923        | 96,87        | 4 989       | 95,50       |

*sortant

### Canton d'Amiens-Nord
| Candidats      | Candidats         | Étiquette      | Premier tour | Premier tour | Second tour | Second tour |
| Candidats      | Candidats         | Étiquette      | Voix         | %            | Voix        | %           |
| -------------- | ----------------- | -------------- | ------------ | ------------ | ----------- | ----------- |
|                | Francis Lecul*    | PS             | 1 420        | 41,02        | 2 120       | 61,29       |
|                | Jean Bouly        | UDF-Rad.       | 1 001        | 28,91        | 1 339       | 38,71       |
|                | Patrick Kaczmarek | PCF            | 605          | 17,48        |             |             |
|                | Yves Dupille      | FN             | 436          | 12,59        |             |             |
|                |                   |                |              |              |             |             |
| Inscrits       | Inscrits          | Inscrits       | 8 685        | 100,00       | 8 686       | 100,00      |
| Abstentions    | Abstentions       | Abstentions    | 5 052        | 58,17        | 4 995       | 57,51       |
| Votants        | Votants           | Votants        | 3 633        | 41,83        | 3 691       | 42,49       |
| Blancs et nuls | Blancs et nuls    | Blancs et nuls | 171          | 4,71         | 232         | 6,29        |
| Exprimés       | Exprimés          | Exprimés       | 3 462        | 95,29        | 3 459       | 93,71       |

*sortant

### Canton de Bernaville
| Candidats      | Candidats      | Étiquette      | Premier tour | Premier tour |
| Candidats      | Candidats      | Étiquette      | Voix         | %            |
| -------------- | -------------- | -------------- | ------------ | ------------ |
|                | Joël Hart*     | RPR            | 1 643        | 58,22        |
|                |                | PS             | 782          | 27,71        |
|                |                | PCF            | 167          | 5,92         |
|                |                | DVD            | 152          | 5,39         |
|                |                | FN             | 78           | 2,76         |
|                |                |                |              |              |
| Inscrits       | Inscrits       | Inscrits       | 3 944        | 100,00       |
| Abstentions    | Abstentions    | Abstentions    | 1 038        | 26,32        |
| Votants        | Votants        | Votants        | 2 906        | 73,68        |
| Blancs et nuls | Blancs et nuls | Blancs et nuls | 84           | 2,89         |
| Exprimés       | Exprimés       | Exprimés       | 2 822        | 97,11        |

*sortant

### Canton de Boves
| Candidats      | Candidats      | Étiquette      | Premier tour | Premier tour |
| Candidats      | Candidats      | Étiquette      | Voix         | %            |
| -------------- | -------------- | -------------- | ------------ | ------------ |
|                | Pierre Desse*  | DVD            | 3 509        | 51,72        |
|                |                | PS             | 2 095        | 30,88        |
|                |                | PCF            | 747          | 11,01        |
|                |                | FN             | 433          | 6,38         |
|                |                |                |              |              |
| Inscrits       | Inscrits       | Inscrits       | 12 109       | 100,00       |
| Abstentions    | Abstentions    | Abstentions    | 5 172        | 42,71        |
| Votants        | Votants        | Votants        | 6 937        | 57,29        |
| Blancs et nuls | Blancs et nuls | Blancs et nuls | 153          | 2,21         |
| Exprimés       | Exprimés       | Exprimés       | 2 822        | 97,79        |

*sortant

### Canton de Bray-sur-Somme
| Candidats      | Candidats             | Étiquette      | Premier tour | Premier tour | Second tour | Second tour |
| Candidats      | Candidats             | Étiquette      | Voix         | %            | Voix        | %           |
| -------------- | --------------------- | -------------- | ------------ | ------------ | ----------- | ----------- |
|                | Marcel Guyot          | RPR            | 1 248        | 39,10        | 1 929       | 67,42       |
|                | Daniel Lagache        | UDF-PSD        | 1 114        | 34,90        | Retrait     | Retrait     |
|                | Jean-Claude Quiertant | PS             | 533          | 16,70        | 932         | 32,58       |
|                | Jean-Pierre Dannel    | PCF            | 233          | 7,30         |             |             |
|                | Pascal Delarue        | FN             | 64           | 2,01         |             |             |
|                |                       |                |              |              |             |             |
| Inscrits       | Inscrits              | Inscrits       | 4 254        | 100,00       | 4 254       | 100,00      |
| Abstentions    | Abstentions           | Abstentions    | 1 002        | 23,55        | 1 200       | 28,21       |
| Votants        | Votants               | Votants        | 3 252        | 76,45        | 3 054       | 71,79       |
| Blancs et nuls | Blancs et nuls        | Blancs et nuls | 60           | 1,85         | 193         | 6,32        |
| Exprimés       | Exprimés              | Exprimés       | 3 192        | 98,15        | 2 861       | 93,68       |

*sortant

### Canton de Chaulnes
| Candidats      | Candidats      | Étiquette      | Premier tour | Premier tour |
| Candidats      | Candidats      | Étiquette      | Voix         | %            |
| -------------- | -------------- | -------------- | ------------ | ------------ |
|                | Serge Bayard*  | UDF-PSD        | 1 829        | 64,63        |
|                |                | PS             | 687          | 24,28        |
|                |                | PCF            | 189          | 6,68         |
|                |                | FN             | 125          | 4,42         |
|                |                |                |              |              |
| Inscrits       | Inscrits       | Inscrits       | 4 483        | 100,00       |
| Abstentions    | Abstentions    | Abstentions    | 1 542        | 34,40        |
| Votants        | Votants        | Votants        | 2 941        | 65,50        |
| Blancs et nuls | Blancs et nuls | Blancs et nuls | 111          | 3,77         |
| Exprimés       | Exprimés       | Exprimés       | 2 830        | 96,23        |

*sortant

### Canton de Crécy-en-Ponthieu
| Candidats      | Candidats      | Étiquette      | Premier tour | Premier tour |
| Candidats      | Candidats      | Étiquette      | Voix         | %            |
| -------------- | -------------- | -------------- | ------------ | ------------ |
|                | Régis Lécuyer* | DVD            | 2 395        | 62,19        |
|                |                | PS             | 1 195        | 31,03        |
|                |                | PCF            | 261          | 6,78         |
|                |                |                |              |              |
| Inscrits       | Inscrits       | Inscrits       | 4 946        | 100,00       |
| Abstentions    | Abstentions    | Abstentions    | 1 027        | 20,76        |
| Votants        | Votants        | Votants        | 3 919        | 79,24        |
| Blancs et nuls | Blancs et nuls | Blancs et nuls | 68           | 1,74         |
| Exprimés       | Exprimés       | Exprimés       | 3 851        | 98,26        |

*sortant

### Canton de Domart-en-Ponthieu
| Candidats      | Candidats           | Étiquette      | Premier tour | Premier tour |
| Candidats      | Candidats           | Étiquette      | Voix         | %            |
| -------------- | ------------------- | -------------- | ------------ | ------------ |
|                | Gilbert Temmermann* | PS             | 3 106        | 63,34        |
|                |                     | DVD            | 1 097        | 22,37        |
|                |                     | PCF            | 499          | 10,18        |
|                |                     | FN             | 202          | 4,12         |
|                |                     |                |              |              |
| Inscrits       | Inscrits            | Inscrits       | 7 608        | 100,00       |
| Abstentions    | Abstentions         | Abstentions    | 2 573        | 33,82        |
| Votants        | Votants             | Votants        | 5 035        | 66,18        |
| Blancs et nuls | Blancs et nuls      | Blancs et nuls | 131          | 2,60         |
| Exprimés       | Exprimés            | Exprimés       | 4 904        | 97,40        |

*sortant

### Canton d'Hallencourt
| Candidats      | Candidats      | Étiquette      | Premier tour | Premier tour | Second tour | Second tour |
| Candidats      | Candidats      | Étiquette      | Voix         | %            | Voix        | %           |
| -------------- | -------------- | -------------- | ------------ | ------------ | ----------- | ----------- |
|                | Pierre Martin* | RPR            | 1 948        | 49,50        | 2 295       | 52,95       |
|                | Max Benoit     | PS             | 1 524        | 38,73        | 2 039       | 47,05       |
|                | Guy Champion   | PCF            | 463          | 11,77        |             |             |
|                |                |                |              |              |             |             |
| Inscrits       | Inscrits       | Inscrits       | 5 516        | 100,00       | 5 516       | 100,00      |
| Abstentions    | Abstentions    | Abstentions    | 1 421        | 25,76        | 1 043       | 18,91       |
| Votants        | Votants        | Votants        | 4 095        | 74,24        | 4 473       | 81,09       |
| Blancs et nuls | Blancs et nuls | Blancs et nuls | 160          | 3,91         | 139         | 3,11        |
| Exprimés       | Exprimés       | Exprimés       | 3 935        | 96,09        | 4 334       | 96,89       |

*sortant

### Canton de Ham
| Candidats      | Candidats      | Étiquette      | Premier tour | Premier tour |
| Candidats      | Candidats      | Étiquette      | Voix         | %            |
| -------------- | -------------- | -------------- | ------------ | ------------ |
|                | Jean Boitel*   | PS             | 3 054        | 52,12        |
|                | Jean Goubet    | PCF            | 1 186        | 20,24        |
|                |                | RPR            | 1 012        | 17,27        |
|                |                | UDF            | 607          | 10,36        |
|                |                |                |              |              |
| Inscrits       | Inscrits       | Inscrits       | 9 624        | 100,00       |
| Abstentions    | Abstentions    | Abstentions    | 3 604        | 37,45        |
| Votants        | Votants        | Votants        | 6 020        | 62,55        |
| Blancs et nuls | Blancs et nuls | Blancs et nuls | 161          | 2,67         |
| Exprimés       | Exprimés       | Exprimés       | 5 859        | 97,33        |

*sortant

### Canton de Hornoy-le-Bourg
| Candidats      | Candidats                    | Étiquette      | Premier tour | Premier tour |
| Candidats      | Candidats                    | Étiquette      | Voix         | %            |
| -------------- | ---------------------------- | -------------- | ------------ | ------------ |
|                | Daniel Capon*                | RPR            | 1 698        | 55,97        |
|                | Jean-Jacques Iriarte-Arriola | PCF            | 668          | 22,02        |
|                |                              | PS             | 668          | 22,02        |
|                |                              |                |              |              |
| Inscrits       | Inscrits                     | Inscrits       | 4 379        | 100,00       |
| Abstentions    | Abstentions                  | Abstentions    | 1 189        | 27,15        |
| Votants        | Votants                      | Votants        | 3 190        | 72,85        |
| Blancs et nuls | Blancs et nuls               | Blancs et nuls | 156          | 4,89         |
| Exprimés       | Exprimés                     | Exprimés       | 3 034        | 95,11        |

*sortant

### Canton de Moreuil
| Candidats      | Candidats             | Étiquette      | Premier tour | Premier tour | Second tour | Second tour |
| Candidats      | Candidats             | Étiquette      | Voix         | %            | Voix        | %           |
| -------------- | --------------------- | -------------- | ------------ | ------------ | ----------- | ----------- |
|                | Daniel Fournier       | PS             | 2 017        | 41,75        | 2 695       | 52,19       |
|                | Francis Soilleux*     | CNIP           | 1 993        | 41,25        | 2 469       | 47,81       |
|                | Jean-Bernard Gervoise | PCF            | 685          | 14,18        |             |             |
|                | Ginette Granier       | FN             | 136          | 2,82         |             |             |
|                |                       |                |              |              |             |             |
| Inscrits       | Inscrits              | Inscrits       | 7 664        | 100,00       | 7 663       | 100,00      |
| Abstentions    | Abstentions           | Abstentions    | 2 705        | 35,29        | 2 341       | 30,55       |
| Votants        | Votants               | Votants        | 4 959        | 64,71        | 5 322       | 69,45       |
| Blancs et nuls | Blancs et nuls        | Blancs et nuls | 128          | 2,58         | 158         | 2,97        |
| Exprimés       | Exprimés              | Exprimés       | 4 831        | 97,42        | 5 164       | 97,03       |

*sortant

### Canton de Nouvion
|                | Ernest Lécuyer* | UDF-PSD        | 2 185 | 60,43  |  |  |
|                |                 | PS             | 970   | 26,83  |  |  |
|                |                 | PCF            | 461   | 12,75  |  |  |
|                |                 |                |       |        |  |  |
| Inscrits       | Inscrits        | Inscrits       | 5 820 | 100,00 |  |  |
| Abstentions    | Abstentions     | Abstentions    | 2 049 | 35,21  |  |  |
| Votants        | Votants         | Votants        | 3 771 | 64,79  |  |  |
| Blancs et nuls | Blancs et nuls  | Blancs et nuls | 155   | 4,11   |  |  |
| Exprimés       | Exprimés        | Exprimés       | 3 616 | 95,89  |  |  |

*sortant

### Canton d'Oisemont
|                | Jérôme Bignon* | RPR            | 2 153 | 62,33  |  |  |
|                |                | PS             | 662   | 19,17  |  |  |
|                |                | PCF            | 639   | 18,50  |  |  |
|                |                |                |       |        |  |  |
| Inscrits       | Inscrits       | Inscrits       | 4 774 | 100,00 |  |  |
| Abstentions    | Abstentions    | Abstentions    | 1 206 | 25,26  |  |  |
| Votants        | Votants        | Votants        | 3 568 | 74,74  |  |  |
| Blancs et nuls | Blancs et nuls | Blancs et nuls | 114   | 3,20   |  |  |
| Exprimés       | Exprimés       | Exprimés       | 3 454 | 96,80  |  |  |

*sortant

### Canton de Péronne
| Candidats      | Candidats              | Étiquette      | Premier tour | Premier tour | Second tour | Second tour |
| Candidats      | Candidats              | Étiquette      | Voix         | %            | Voix        | %           |
| -------------- | ---------------------- | -------------- | ------------ | ------------ | ----------- | ----------- |
|                | Jean-Marie Carbonelle* | UDF-PR         | 3 031        | 44,38        | 3 311       | 46,65       |
|                | Pierre Linéatte        | PS             | 2 543        | 37,24        | 3 787       | 53,35       |
|                | Annie Guilbeau         | PCF            | 1 255        | 18,38        | Retrait     | Retrait     |
|                |                        |                |              |              |             |             |
| Inscrits       | Inscrits               | Inscrits       | 11 996       | 100,00       | 11 993      | 100,00      |
| Abstentions    | Abstentions            | Abstentions    | 4 949        | 41,26        | 4 765       | 39,73       |
| Votants        | Votants                | Votants        | 7 047        | 58,74        | 7 228       | 60,27       |
| Blancs et nuls | Blancs et nuls         | Blancs et nuls | 218          | 3,09         | 130         | 1,80        |
| Exprimés       | Exprimés               | Exprimés       | 6 829        | 96,91        | 7 098       | 98,20       |

*sortant

### Canton de Picquigny
| Candidats      | Candidats           | Étiquette      | Premier tour | Premier tour | Second tour | Second tour |
| Candidats      | Candidats           | Étiquette      | Voix         | %            | Voix        | %           |
| -------------- | ------------------- | -------------- | ------------ | ------------ | ----------- | ----------- |
|                | René Régnier*       | PCF            | 3 014        | 37,68        | 4 594       | 60,08       |
|                | André Sehet         | PS             | 2 236        | 27,95        | Retrait     | Retrait     |
|                | Jean-Paul Plez      | RPR            | 1 446        | 18,08        | 3 053       | 39,92       |
|                | Jean Vermoeren      | DVD            | 933          | 11,66        |             |             |
|                | Jean-Claude Thierry | FN             | 371          | 4,64         |             |             |
|                |                     |                |              |              |             |             |
| Inscrits       | Inscrits            | Inscrits       | 13 524       | 100,00       | 13 516      | 100,00      |
| Abstentions    | Abstentions         | Abstentions    | 5 282        | 39,06        | 5 463       | 40,42       |
| Votants        | Votants             | Votants        | 8 242        | 60,94        | 8 053       | 59,58       |
| Blancs et nuls | Blancs et nuls      | Blancs et nuls | 242          | 2,94         | 406         | 5,04        |
| Exprimés       | Exprimés            | Exprimés       | 8 000        | 97,06        | 7 647       | 94,96       |

*sortant

### Canton de Poix-de-Picardie
| Candidats      | Candidats      | Étiquette      | Premier tour | Premier tour |
| Candidats      | Candidats      | Étiquette      | Voix         | %            |
| -------------- | -------------- | -------------- | ------------ | ------------ |
|                | Pierre Daniel* | DVD            | 2 175        | 62,36        |
|                |                | PS             | 740          | 21,22        |
|                |                | PCF            | 139          | 3,99         |
|                |                | FN             | 110          | 3,15         |
|                |                |                |              |              |
| Inscrits       | Inscrits       | Inscrits       | 5 110        | 100,00       |
| Abstentions    | Abstentions    | Abstentions    | 1 523        | 29,80        |
| Votants        | Votants        | Votants        | 3 587        | 70,20        |
| Blancs et nuls | Blancs et nuls | Blancs et nuls | 99           | 2,76         |
| Exprimés       | Exprimés       | Exprimés       | 3 488        | 97,24        |

*sortant

### Canton de Rosières-en-Santerre
| Candidats      | Candidats       | Étiquette      | Premier tour | Premier tour | Second tour | Second tour |
| Candidats      | Candidats       | Étiquette      | Voix         | %            | Voix        | %           |
| -------------- | --------------- | -------------- | ------------ | ------------ | ----------- | ----------- |
|                | Jacques Trobas* | RPR            | 1 953        | 49,67        | 2 285       | 58,79       |
|                | Christian Caron | DVG            | 842          | 21,41        | 1 602       | 41,21       |
|                | Emile Lebrun    | PCF            | 529          | 13,45        |             |             |
|                | Xavier Sylla    | PS             | 512          | 13,02        |             |             |
|                | Pascal Payet    | FN             | 96           | 2,44         |             |             |
|                |                 |                |              |              |             |             |
| Inscrits       | Inscrits        | Inscrits       | 5 660        | 100,00       | 5 660       | 100,00      |
| Abstentions    | Abstentions     | Abstentions    | 1 654        | 29,22        | 1 627       | 28,75       |
| Votants        | Votants         | Votants        | 4 006        | 70,78        | 4 033       | 71,25       |
| Blancs et nuls | Blancs et nuls  | Blancs et nuls | 74           | 1,85         | 146         | 3,62        |
| Exprimés       | Exprimés        | Exprimés       | 3 932        | 98,15        | 3 887       | 96,38       |

*sortant

### Canton de Saint-Valery-sur-Somme
| Candidats      | Candidats               | Étiquette      | Premier tour | Premier tour | Second tour | Second tour |
| Candidats      | Candidats               | Étiquette      | Voix         | %            | Voix        | %           |
| -------------- | ----------------------- | -------------- | ------------ | ------------ | ----------- | ----------- |
|                | Gilbert Gauthé*         | PS             | 2 021        | 35,14        | 2 774       | 48,97       |
|                | Pierre Dingremont       | App. PSD       | 1 354        | 23,54        | 2 891       | 51,03       |
|                | Patrick Ouart           | RPR            | 1 200        | 20,87        | Retrait     | Retrait     |
|                | Achille Forestier       | PCF            | 1 020        | 17,74        | Retrait     | Retrait     |
|                | Christian de la Mettrie | FN             | 156          | 2,71         |             |             |
|                |                         |                |              |              |             |             |
| Inscrits       | Inscrits                | Inscrits       | 8 936        | 100,00       | 8 935       | 100,00      |
| Abstentions    | Abstentions             | Abstentions    | 3 034        | 33,95        | 2 898       | 32,43       |
| Votants        | Votants                 | Votants        | 5 902        | 66,05        | 6 037       | 67,57       |
| Blancs et nuls | Blancs et nuls          | Blancs et nuls | 151          | 2,56         | 372         | 6,16        |
| Exprimés       | Exprimés                | Exprimés       | 5 751        | 97,44        | 5 665       | 93,84       |

*sortant

## Conseil général élu

### Liste des élus
| Canton                 | Conseiller sortant        | Étiquette | Candidat élu       | Étiquette  |
| ---------------------- | ------------------------- | --------- | ------------------ | ---------- |
| Abbeville-Sud          | Max Lejeune *             | UDF-PSD   | Guy Dovergne       | PS         |
| Ailly-sur-Noye         | Pierre Classen            | UDF-PSD   | Pierre Classen     | UDF-PSD    |
| Amiens-Ouest           | Marie-Stéphanie Kaczmarek | PCF       | Serge Delignières  | PS         |
| Amiens-Nord-Ouest      | Gérald Maisse             | PCF       | Gérald Maisse      | PCF        |
| Amiens-Nord-Est        | René Carouge              | Rénov.    | René Carouge       | Rénov.     |
| Amiens-Nord            | Francis Lecul             | PS        | Francis Lecul      | PS         |
| Bernaville             | Joël Hart                 | RPR       | Joël Hart          | RPR        |
| Boves                  | Pierre Desse              | DVD       | Pierre Desse       | DVD        |
| Bray-sur-Somme         | Fernand Adriaenssens *    | UDF-PSD   | Marcel Guyot       | RPR        |
| Chaulnes               | Serge Bayard              | UDF-PSD   | Serge Bayard       | UDF-PSD    |
| Crécy-en-Ponthieu      | Régis Lécuyer             | DVD       | Régis Lécuyer      | DVD        |
| Domart-en-Ponthieu     | Gilbert Temmermann        | PS        | Gilbert Temmermann | PS         |
| Hallencourt            | Pierre Martin             | RPR       | Pierre Martin      | RPR        |
| Ham                    | Jean Boitel               | PS        | Jean Boitel        | PS         |
| Hornoy-le-Bourg        | Daniel Capon              | RPR       | Daniel Capon       | RPR        |
| Moreuil                | François Soilleux         | CNIP      | Daniel Fournier    | PS         |
| Nouvion                | Ernest Lécuyer            | UDF-PSD   | Ernest Lécuyer     | UDF-PSD    |
| Oisemont               | Jérôme Bignon             | RPR       | Jérôme Bignon      | RPR        |
| Péronne                | Jean-Marie Carbonelle     | UDF-PR    | Pierre Linéatte    | PS         |
| Picquigny              | René Régnier              | PCF       | René Régnier       | PCF        |
| Poix-de-Picardie       | Pierre Daniel             | DVD       | Pierre Daniel      | DVD        |
| Rosières-en-Santerre   | Jacques Trobas            | RPR       | Jacques Trobas     | RPR        |
| Saint-Valery-sur-Somme | Gilbert Gauthé            | PS        | Pierre Dingremont  | UDF (app.) |

*Conseillers généraux sortants ne se représentant pas

### Élus
| Partis       | Partis                                      | Conseillers sortants | Conseillers élus | Évolution     |
| ------------ | ------------------------------------------- | -------------------- | ---------------- | ------------- |
|              | Rassemblement pour la République            | 5                    | 6                | 1             |
|              | Union pour la démocratie française          | 6                    | 4                | 2             |
|              | Divers droite                               | 3                    | 3                | en stagnation |
|              | Centre national des indépendants et paysans | 1                    | 0                | 1             |
| Total Droite | Total Droite                                | 15                   | 13               | 2             |
|              | Parti socialiste                            | 4                    | 7                | 3             |
|              | Parti communiste français                   | 3                    | 2                | 1             |
|              | Communistes rénovateurs                     | 1                    | 1                | en stagnation |
| Total Gauche | Total Gauche                                | 8                    | 10               | 2             |

### Groupes politiques
| Parti                              | Parti                            | Sigle | Sigle   | Élus | Élus | Groupe                  |
| ---------------------------------- | -------------------------------- | ----- | ------- | ---- | ---- | ----------------------- |
| Majorité (32 sièges)               |                                  |       |         |      |      |                         |
| Union pour la démocratie française | Parti social-démocrate           |       | UDF-PSD | 8    | 16   | Majorité départementale |
| Union pour la démocratie française | Centre des démocrates sociaux    |       | UDF-CDS | 5    | 16   | Majorité départementale |
| Union pour la démocratie française | Parti républicain                |       | UDF-PR  | 3    | 16   | Majorité départementale |
| Rassemblement pour la République   | Rassemblement pour la République |       | RPR     | 9    | 9    | Majorité départementale |
| Divers droite                      | Divers droite                    |       | DVD     | 7    | 7    | Majorité départementale |
| Opposition (14 sièges)             |                                  |       |         |      |      |                         |
| Parti socialiste                   | Parti socialiste                 |       | PS      | 8    | 8    | Socialiste              |
| Parti communiste français          | Parti communiste français        |       | PCF     | 5    | 5    | Communiste              |
| Communistes rénovateurs            | Communistes rénovateurs          |       | Rénov.  | 1    | 1    | Communiste              |
| Président du conseil général       |                                  |       |         |      |      |                         |
| Fernand Demilly (UDF-PSD)          |                                  |       |         |      |      |                         |